# Matuz István (fuvolaművész)
Matuz István (Nagykőrös, 1947. január 21. –) Kossuth-díjas fuvolaművész, tanár.

## Élete, munkássága
Szülővárosában 1953-ban kezdte zenei tanulmányait, az Állami Zeneiskolában. 1961 és 1965 között a szegedi zeneművészeti középiskolában tanult tovább, ahol Sebestyén István volt a fuvolatanára. Ezt követően a Zeneművészeti Főiskolán tanult fuvolát 1966 és 1970 között, Hartai Ferenc és Kovács Lóránt tanítványaként. Végzése után, 1971–1972 között, a brüsszeli Conservatoire Supérieur tanársegédje (közben már a debreceni zenei középiskolában tanított), majd 1972–1974 között liège-i Opéra de Wallonie szólófuvolása volt. 1978-tól az Országos Filharmónia szólistájaként koncertezett. 1978-ban és 1980–81-ben a Pierre Boulez által irányított  párizsi Institut de Recherche et de Coordination Acoustique-Musique (IRCAM) ösztöndíjasa volt, ezen kívül sokfelé tanított, többek között Párizsban, Brüsszelben, Liège-ben, Gentben, Amszterdamban, Szalonikiban, São Paulóban, Madridban, Münchenben, Frankfurtban, Londonban és Helsinkiben. 1975-től A Zeneművészeti Főiskola debreceni tagozatának adjunktusa, docense, professzora. 1998-tól az aveirói egyetem vendégprofesszora Portugáliában.
Sikeresen szerepelt nemzetközi versenyeken: az 1971-es brüsszeli Tenuto nemzetközi versenyen első, 1978-ban La Rochelle-ben is első,  a rotterdami  Gaudeamus versenyen második (Benkő Zoltánnal), a royani nemzetközi fuvolaversenyen (1972) harmadik lett, a barcelonai Maria Canals versenyen különdíjat nyert.
Európa szinte minden országában, Amerikában, Japánban is megforduló koncertező művész, aki elsőrendű feladatának tartja a kortárs zene megszólaltatását. Ismert a fuvolajáték technikájának megújításáról, az új hangszínek és akkordok létrehozására alkalmas játékmód (a permutáción alapuló ujjrend) kifejlesztéséről. Megoldotta és bevezette a játék alatti folyamatos levegővétel technikáját. E megoldások bemutatására kisebb darabokat, etűdöket komponált, melyekből 1978-ban egy tizenegy darabos összefoglaló CD-t is megjelentetett a Hungarotonnál (The new flute – Az új fuvola, közreműködik a Miskolci Szimfonikus Zenekar, vezényel Kovács László). Számos kortárs zeneszerző írt számára műveket (Dubrovay László, Eötvös Péter, Kocsár Miklós, Nagy Ákos, Sáry László). Fuvolajátékáról több rádió- és lemezfelvétel készült.
Munkássága elismeréseként megkapta többek között a Liszt Ferenc-díjat, a Lajtha László-érmet, az Érdemes művész díjat, a Magyar Köztársasági Érdemrend lovagkeresztjét, a Kiváló művész díjat és a Kossuth-díjat.

## Díjai, elismerései
- Artisjus Díj (1969, 1970, 1976, 2000)
- Pro Urbe Budapest (1977)
- A Magyar Rádió nívódíja (1977)
- Liszt Ferenc-díj (1980)
- Lajtha László-díj (1985)
- Érdemes művész (1986)
- Doppler-díj (1994)
- A Magyar Köztársasági Érdemrend lovagkeresztje (2004)
- Kiváló művész (2005)
- Kossuth-díj (2010)